# Herbert Kenwith
Herbert Kenwith (New Jersey, 14 luglio 1917 – Los Angeles, 30 gennaio 2008) è stato un produttore televisivo statunitense.

## Carriera
Ha diretto diversi episodi di molte serie televisive statunitensi, lavorando spesso con Norman Lear. Ha iniziato la sua carriera dirigendo soap opera, incluso il primo episodio di Febbre d'amore. La lista dei programmi a cui ha lavorato include: Love, American Style (1969), Star Trek (1969), Mary Tyler Moore (1970), Sanford and Son (1972), Good Times (1974), Il mio amico Arnold (1978), Me and Maxx (1980), Henry e Kip (1980), La piccola grande Nell (1981), Soldato Benjamin (1981) e Dalle 9 alle 5, orario continuato (1986).
È morto a causa delle complicazioni di un cancro alla prostata nella sua casa di Los Angeles. Secondo il suo necrologio, è stato il più giovane produttore di Broadway.